# 제8군 (미국)
미국 제8군(영어: Eighth United States Army, EUSA)은 미국 육군의 야전군이자, 대한민국에 주둔하는 주한 미군의 지상군이다. 개별적으로 임무를 수행하는 부대로는 캠프 험프리스에 위치한 한미연합군사령부가 있다.

## 역사

### 제2차 세계 대전
1944년 6월 2일에 제정된 제8군은 8일 뒤, 6월 10일에 초대 지휘관으로 로버트 아이첼버거 중장을 지휘관으로 임명하여 테네시주 멤피스에서 창설되었다. 제8군은 제2차 세계 대전 당시, 남서태평양 지역의 많은 상륙작전에 투입되었고, 약 60% 이상의 병력이 참전하였다.
제8군의 첫 임무는 1944년 9월, 제6군이 필리핀으로 작전지를 옮겨가면서, 뉴기니섬, 뉴브리튼섬, 애드미럴티 제도, 모로타이섬에서의 작전을 인계받은 것이었다.
제8군은 같은 해 12월 26일에, 제6군의 뒤를 이어 레이테섬의 작전을 지휘하였다. 이듬해 1월, 제8군은 루손섬의 전투에 투입되었다. 1월 29일에 제11(XI)군단이 샌안토니오 근처에 상륙하였고, 이틀 뒤 제11공수사단이 마닐라만에 상륙하였다. 제8군은 제6군의 예하부대인 제1(I)군단, 제14(XIV)군단과 함께 마닐라를 둘러싸는 협공 작전을 펼쳤다. 태평양전쟁에서 제8군의 마지막 작전은 필리핀의 주 섬인 민다나오섬에서의 일본 육군에 대한 섬멸전이었다. 제8군의 장병들은 제2차 세계 대전의 종식을 위해 노력하였다.

### 일본 군정기
제8군은 일본 본토를 공격 목표로 설정한 다운폴 작전에 투입될 예정이었으며, 전투의 제2국면이라 할 수 있는 간토 지방과 혼슈 우측을 점령하는 코로넷 작전등이 계획되었었다. 그러나, 일본과의 전투를 감행하는 대신 제8군은 평화적인 임무수행 방안을 모색하였다. 1945년 8월 30일, 제8군의 병력과 지휘부는 요코하마에 무혈입성 할 수 있었고, 얼마 후, 지휘부를 도쿄로 이전하였다. 제8군은 1946년의 시작과 함께 일본 군정 임무를 부여받았다.
항시 전투태세를 갖추고 있던 미8군은 평탄했던 4년이 흐른 뒤, 기초군사훈련만 받은 치안관리부대 수준으로 전락하였다. 1948년 월턴 H. 워커 중장이 지휘관으로 취임하면서 부대의 전투력 확보를 위해 노력했으나, 큰 실패로 끝나고 말했다. 이는 한국 전쟁에서 엄청난 결과를 초래하였다.

### 6.25 전쟁
일본에 평화롭게 주둔하고 있을 무렵, 1950년 6월 조선인민군이 대한민국을 침공해 한국 전쟁이 발발했다. 일본 열도에 주둔하고 있었던 미국 해군 제7함대과 미국 공군 제5공군이 재빠르게 전투 작전에 투입됐으며, 얼마 지나지 않아 지상전을 수행해야 하는 미국 육군의 투입도 필요하게 됐다. 조선인민군의 공세를 저지하기 위해 일본 내에서 군정임무를 맡았던 제24보병사단이 한반도에 긴급투입되었지만, 부족한 훈련수준과 장비가 말해주듯, 전쟁 초기의 미군들은 뼈아픈 패배를 당했다. 그러나 충분한 병력의 제8군이 도착하면서, 확고한 전선이 구축되었다. 조선인민군은 부산 교두보 전투 전선을 깨뜨리려고 했지만, 실패하고 만다. 같은 시간, 제8군은 지휘하기에 너무 많은 예하사단을 직접적인 지휘통제 효율성을 높이고자 부대체계를 개편하였다. 제1군단과 제9군단이 미국 본토에서 재편성되었으며, 제8군 예하 사단의 지휘를 위해 한국으로 상륙하였다. 교착상태에 빠졌던 전황은 육군과 해병대로 구성된 제10(X)군단의 인천상륙작전을 통해 전환점을 맞이하였다. 조선인민군은 이러한 후방의 위협과 부산에서의 작전실패로 인하여 퇴각하기 시작하였다.
인민군이 38도선 이북으로 퇴각하여 국제연합군은 결의에서 추구한 목적을 달성하였다. 그러나 반공통일론자였던 이승만 대통령의 요청에 의해 새로운 결의가 통과되면서 북진을 시작하였고, 파죽지세로 통일에 가까운 수준의 영토를 점령하였다. 그러나, 미군이 중화인민공화국과의 경계인 압록강에 다다랐을 무렵, 중국인민지원군이 참전해 전쟁의 판도가 뒤집히고 말았다. 제8군은 청천강 전투에서 결정적인 패배로 평양을 내주고 다시 남쪽으로 후퇴했다. 미국의 역사학자 클레이 블레어는 튀르키예 여단의 후퇴로 인하여, 제8군의 우측면이 완전히 무방비 상태로 노출되었다고 기술하면서, 튀르키예군을 "부서지고 도망만 갔던 상당히 과대평가 된, 너무나 미숙한 부대"라고 절하하였다. 미군 지휘관 폴 프리먼은 튀르키예군들은 아무 방향으로나 내달리기 바빴다고 말했다.
미국 제8군의 패배는 미국 군대의 역사상 가장 길었던 후퇴로 기록되었다. 워커 대장이 지프차가 엎어지는 교통 사고로 사망하자, 뒤를 이어 매슈 리지웨이 중장이 지휘를 맡게 됐다. 간격을 좁힘으로써 통신의 효율성을 높혔던 중공군은, 미국 제8군을 압도함으로써 막대한 피해를 입혔다. 미국 공군의 지원폭격에도 불구하고, 중공군은 이내 방어선을 돌파하였으며, 유엔군은 포위당하지 않도록 신속히 후퇴하였다. 중공군의 공세는 계속해서 미군을 압박하였고, 계속되는 패전 끝에 미군의 사기와 단결력은 급격히 무너졌다.
리지웨이 장군이 제8군의 전투력을 효율적으로 올려놓는 데에는 수개월이 걸렸다. 결국 그의 리더쉽 하에 지평리와 원주시에서 중공군의 전진은 서서히 저지되었다. 이로써 중공군에 대한 반격의 발판이 마련되었고, 서울을 다시 수복할 수 있었으며, 공산군을 북위 38도 이북으로 밀어낼 수 있었다.
더글러스 맥아더 장군이 이임한 뒤, 그를 대신하여 리지웨이 장군이 극동사령부 총사령관이 취임하였고, 제임스 밴 플리트 중장이 제8군을 맡게 되었다. 한국 전쟁의 1막이 그렇게 끝났으며, 전쟁은 소모전 양상으로 교착됐다. 휴전 협상이 판문점에서 1951년 여름부터 시작됐지만 2년 동안 국지전은 계속되었다. 1952년 5월 12일 마크 웨인 클라크가 세번째 극동 사령관이 되었고 1953년 7월27일 휴전협정은 맺어졌고, 제8군은 남한을 지키는 데 성공했다. 65년이 지난 지금, 불안정한 휴전 상태가 비정상적으로 오래 유지되고 있다.

### 주한 미군

#### 냉전
제8군은 한국 전쟁이 휴전으로 중단된 이후에도 한반도에 남게 됐다. 1957년 주한 미군이 창설되자, 주한 육군 근무 구성 사령부로서 예속되었고, 유럽과 베트남 전쟁에 많은 병사들이 파병되면서 점차 부대가 작아졌다. 1960년대에는 제1군단만이 제2보병사단과 제7보병사단 예하에 두고 남아있었으나, 1971년 제7보병사단이 제1군단과 함께 철수하면서 제2보병사단만이 현재 전방을 지키고 있다. 
한국전쟁의 여파로 인하여 제8군이 한반도에 남게 되었지만, 병력의 수는 유럽 내 미군 병력의 요구와 베트남 전쟁, 이라크 전쟁 등의 발발로 인해 지속적으로 감소되었다. 1960년대에는 제7보병사단과 제2보병사단을 구성하는 제1군단만이 제8군에 소속되었었다. 그리고 1971년, 지속적인 병력감축이 이루어짐에 따라 제1군단이 태평양지역에서 워싱턴으로 이전하였고, 제7보병사단은 남한에서 철수하였다. 이 후, 1977년 1월, 지미 카터 미합중국 대통령은 한반도에서의 미군 철수를 명령하였다. 같은 해 3월, 카터 대통령은 "미군은 한반도에서 철수하지만, 제공권은 지속할 것이다."라고 말하였다. 의회의 지원과 지속적인 행정부 관료들의 저항을 통해 대통령의 제안은 철회되었다. 최종적으로 1개 연대와 약 2,600명의 부대원이 철수하였다.
이로써 제2보병사단만이 한반도에 남아 비무장지대를 감시하고, 한국군이 스스로 전투력을 확보 할 수 있도록 지원해주게 되었다. 대한민국에서의 주한미군의 역할은 인계철선 같은 조선민주주의인민공화국에게는 올가미 덫같은 역할로써, 전술핵을 보유함으로써 한국군과 함께 대응하는 유일한 미군 전투부대라는 역할을 수행한다. (특히, 미합중국의 공군은 유일하게 대한민국과 일본의 오키나와에 주둔하고 있다.) 미 육군의 핵무기는 공군으로 인계되었으며, 이 후 한반도에서 미군의 핵은 모두 제거되었다.

#### 21세기
종종 무장충돌이 일어나긴 했지만, 아직 한반도의 상황은 안정적이다. 대한민국에서의 주한 미군의 역할은 인계철선 같은 조선민주주의인민공화국에게는 올가미 덫같은 역할로 군사적 목적보다는 정치적 목적이 크다. 그것은 곧 북조선이 남침을 할 경우 사실상 미국을 공격하는거나 마찬가지라는 뜻이다. 그러나 2003년 제8군은 부대를 전방에서 후방으로 배치하겠다고 발표했다. 이 정책의 의미는 미군이 정치적인 목적보다는 좀 더 효율적으로 군사행동을 전개할 수 있게끔 하는 게 그 목적이다. 제8군의 향후 배치에 대한 발표로 남한에서 큰 논쟁거리가 되고 있다.
제8군 사령부는 용산 기지에 있지만, 2016년 서울특별시 남쪽에 있는 경기도 평택시의 캠프 험프리스의 증축과 함께 옮겨갈 예정이다. 기지 이전과 동시에 대한민국에 배치된 지상전력 일부를 미국으로 재배치할 계획도 가지고 있다고 알려져 있다.
2002년 4월 25일, 존 휴그 육군부 장관의 명령에 따라 제8군이 주한 미군에서 태평양 육군으로 전속되었다. 제8군은 여전히 한반도에서 작전가능한 야전군으로서 주둔하되, 새로운 야전군 임무를 부여받았다.
2013년 10월 16일, 제175재무관리지원센터는 주한 미군에서 벗어나 하와이주 포트 샤프터로 건너가고, 제8전구지원사령부로 전속하였다. 산하의 제176재무관리지원부대가 캠프 헨리에 남아 제498전투유지지원대대로 전속하였다.

## 구조

### 지휘부
- 사령관: 중장 윌러드 M. 벌러슨 3세
- 지원 부사령관: 조셉 다코스타
- 작전 부사령관: 톰 오카너
- 한측 부사령관: 허태근
- 주임원사: 로버트 캅

### 산하 조직

제8군 전투 서열

- 본부 및 본부대대 - 캠프 험프리스
  - 제8군 군악대 보관됨 2019-12-30 - 웨이백 머신; 1950년 11월 8일, 창설[2]
- 제2보병사단 - 캠프 험프리스
  - 순환 여단전투단
  - 제210야전포병여단 - 캠프 케이시
  - 제2전투항공여단 - 캠프 험프리스
  - 제2보병사단 지원여단 - 캠프 캐럴
- 제19원정지원사령부 - 캠프 헨리
  - 제94군사경찰대대- 캠프 험프리스
  - 주한 물자지원사령부 - 캠프 캐럴
    - 한국 근무단 대대
- 제1통신여단 - 캠프 험프리스
- 제35방공포병여단 - 오산 공군기지
- 제65의무여단 - 캠프 험프리스
- 제501군사정보여단 - 캠프 험프리스
- 제8군 부사관학교

#### 지원부대 (OPCON)
아래의 부대는 제8군이 아닌 다른 부대에 소속하되, 제8군을 지원한다.
- 제3전장협조분견대 - 오산 공군기지
- 제2501디지털연락분견대 (지상작전사령부) - 캠프 용인
- 제2502디지털연락분견대 (제2작전사령부) - 캠프 헨리
- 공동경비구역 유엔사경비대대
- 미국 육군 공병대, 극동지구
- 범죄수사대, 한국 현장사무실
- 주한 육군 특수작전부대 연락제대 (ALE-K)
- 주한 미군 합동군사업무단 (JUSMAG-K)
- 주한 훈련지원처 (TSAK)

## 역대 지휘관
| #    | 사진 | 계급 성명                                     | 취임일           | 이임일           | 비고                                     |
| ---- | ---- | --------------------------------------------- | ---------------- | ---------------- | ---------------------------------------- |
| 초대 |      | 중장 Robert L. Eichelberger 로버트 아이첼버거 | 1944년 1월 10일  | 1948년           | 제2차 세계 대전, 태평양 전쟁             |
| 2대  |      | 중장 Walton H. Walker 월턴 워커               | 1948년           | 1950년 12월 23일 | 한국전쟁, 윌리스 MB 전복 교통사고로 사망 |
| 대리 |      | 중장 Frank W Milburn 프랭크 W. 밀번           | 1950년 12월 24일 | 12월 25일        | 13대 제1군단장                           |
| 3대  |      | 대장 Matthew B. Ridgway 매슈 리지웨이         | 1950년 12월 25일 | 1951년 4월 12일  | 한국 전쟁                                |
| 4대  |      | 대장 James van Fleet 제임스 밴 플리트         | 1951년 4월 14일  | 1953년 2월 11일  | 한국 전쟁                                |
| 5대  |      | 대장 Maxwell D Taylor 맥스웰 테일러           | 1953년 2월 11일  | 1955년 4일 1일   | 한국 전쟁                                |
| 6대  |      | 대장 Lyman L. Lemnitzer 레이먼 렘니체르       | 1955년 4월 1일   | 1955년 6월       |                                          |
| 7대  |      | 대장 I.D. White 아이작 D. 화이트              | 1955년 7월       | 1957년 7월       |                                          |

| #    | 사진 | 계급 성명                                     | 취임일          | 이임일          | 비고                                                                                   |
| ---- | ---- | --------------------------------------------- | --------------- | --------------- | -------------------------------------------------------------------------------------- |
| 8대  |      | 대장 George H. Decker 조지 H. 데커            | 1957년 7월 1일  | 1959년 6월      | 초대 주한 미군 사령관 6대 유엔 사령관                                                  |
| 9대  |      | 대장 Carter B. Magruder 카터 B. 매그루더      | 1959년 7월      | 1961년 7월      | 2대 주한 미군 사령관 7대 유엔 사령관                                                   |
| 10대 |      | 대장 Guy S. Meloy Jr. 가이 S. 멜로이 Jr.      | 1961년 7월      | 1963년 7월      | 3대 주한 미군 사령관 8대 유엔 사령관                                                   |
| 11대 |      | 대장 Hamilton H. Howze 헤밀턴 H. 호즈         | 1963년 8월 1일  | 1965년 6월 15일 | 4대 주한 미군 사령관 9대 유엔 사령관                                                   |
| 12대 |      | 대장 Dwight E Beach 드와이트 E. 비치          | 1965년 7월      | 1966년 8월      | 5대 주한 미군 사령관 10대 유엔 사령관                                                  |
| 13대 |      | 대장 Charles H Bonesteel 찰스 H. 보네스틸 3세 | 1966년 9월      | 1969년 9월      | 6대 주한 미군 사령관 11대 유엔 사령관                                                  |
| 14대 |      | 대장 John H Michaelis 존 H. 마이켈리스        | 1969년 9월      | 1972년 8월      | 7대 주한 미군 사령관 12대 유엔 사령관                                                  |
| 15대 |      | 대장 Donald Vivian Bennett 도널드 V. 베넷     | 1972년 9월 1일  | 1973년 7월 31일 | 8대 주한 미군 사령관 13대 유엔 사령관                                                  |
| 16대 |      | 대장 Richard G. Stilwell 리처드 G. 스틸웰     | 1973년 8월 1일  | 1976년 10월 8일 | 9대 주한 미8군 사령관 14대 유엔 사령관                                                 |
| 17대 |      | 대장 John Vessey Jr. 존 윌리엄 베시, Jr.      | 1976년 10월     | 1979년 7월      | 10대 주한 미군 사령관 15대 유엔 사령관                                                 |
| 18대 |      | 대장 John Wickham 존 A. 위컴, Jr.             | 1979년 7월      | 1982년 6월      | 11대 주한 미군 사령관 16대 유엔 사령관                                                 |
| 19대 |      | 대장 Robert W. Sennewald 로버트 W. 세네왈드   | 1982년 6월      | 1984년 6월      | 12대 주한 미군 사령관 17대 유엔 사령관                                                 |
| 20대 |      | 대장 William J Livsey 윌리엄 J. 리브시        | 1984년 6월 1일  | 1987년 6월 25일 | 13대 주한 미군 사령관 18대 유엔 사령관                                                 |
| 21대 |      | 대장 Louis C. Menetrey 루이스 C. 메네트리     | 1987년 6월 25일 | 1990년 6월 26일 | 14대 주한 미군 사령관 19대 유엔 사령관                                                 |
| 22대 |      | 대장 Robert RisCassi 로버트 W. 리스카시       | 1990년 6월 26일 | 1992년 12월 1일 | 15대 주한 미군 사령관 20대 유엔 사령관 (이후 주한 미군 사령관, 유엔사령관에서 분리됨.) |

| #    | 사진 | 계급 성명                                   | 취임일          | 이임일          | 비고             |
| ---- | ---- | ------------------------------------------- | --------------- | --------------- | ---------------- |
| 23대 |      | 중장 William W. Crouch 윌링머 W. 크로치     | 1992년 12월 1일 | 1994년 10월     |                  |
| 24대 |      | 중장 Richard F. Timmons 리차드 F. 티몬스    | 1994년 10월     | 1997년 8월 1일  |                  |
| 25대 |      | 중장 andolph W. House 랜돌프 W. 하우스      | 1997년 8월 1일  | 1998년 9월 25일 |                  |
| 26대 |      | 중장 aniel J. Petrosky 대니얼 J. 페트로스키 | 1998년 9월 25일 | 2000년 9월 28일 |                  |
| 27대 |      | 중장 Daniel R. Zanini 대니얼 R. 자니니      | 2000년 9월 28일 | 2002년 11월 6일 | (사진 좌측 아래) |
| 28대 |      | 중장 Charles C. Campbell 찰스 C. 캠벨       | 2002년 11월 6일 | 2006년 4월 11일 |                  |
| 29대 |      | 중장 David P. Valcourt 데이비드 밸코트      | 2006년 4월 11일 | 2008년 2월 18일 |                  |
| 30대 |      | 중장 Joseph F. Fil, Jr. 조지프 필 2세       | 2008년 2월 18일 | 2010년 11월 9일 |                  |
| 31대 |      | 중장 John D. Johnson 존 D. 존슨             | 2010년 11월 9일 | 2013년 7월 1일  |                  |
| 32대 |      | 중장 Bernard S. Champoux 버나드 샴포        | 2013년 7월 1일  | 2016년 2월 2일  |                  |
| 33대 |      | 중장 Thomas S. Vandal 토머스 밴달           | 2016년 2월 2일  | 2018년 1월 5일  |                  |
| 34대 |      | 중장 Michael A. Bills 마이클 빌스           | 2018년 1월 5일  | 임기중          |                  |

## 기록

### 계보
- 1944년 6월 2일, as Headquarters, Eighth Army
→제8군, 본부
- 1951년 7월 20일, 정규군에 배정됨.
- 1967년 12월 1일, Headquarters and Headquarters Company, Eighth Army
- 2008년 6월 16일, Operational Command Post, Headquarters, Eighth Army
- 2010년 6월 16일, Headquarters, Eighth Army
- 2011년 10월 17일, Headquarters and Headquarters Battalion, Eighth Army

### 전역
| 스트리머 그림 | 스트리머 이름 | 내역 |
| ------------- | ------------- | --- |
|               | 태평양 전쟁   | - 뉴기니아 - 레이테 |
|               | 한국 전쟁     | - UN 방어 - CCF 개입 - 첫번째 UN 반격 - CCF 춘계 공세 - UN 하계-추계 공세 - 두번째 한국 동계 - 1952년 한국 하계-추계 - 세번째 한국 동계 - 1953년 한국 하계 |

### 표창
| 스트리머 그림 | 스트리머 이름             | 내역                              | 명령서 | Ref |
| ------------- | ------------------------- | --------------------------------- | ------ | --- |
|               | 육군 우수부대표창         | 2020년                            |        |     |
|               | 필리핀 대통령 부대 표창   | 1944년 10월 17일 ~ 1945년 7월 4일 |        |     |
|               | 대한민국 대통령 부대 표창 | 1950년                            |        |     |
|               | 대한민국 대통령 표창      | 1951년~1952년                     |        |     |
|               | 대한민국 대통령 표창      | 1952년~1953년                     |        |     |

## 같이 보기
- 제2차 세계 대전, 태평양 전선의 야전군
  - 제6군 (미국)
  - 제10군 (미국)
- 주한 미군
- 미군 장갑차에 의한 여중생 압사 사건
- 주한미군지위협정
- 한미연합군사령부(ROK-US CFC)
- 카투사(KATUSA)

## 참고

### 인용
1. ↑  “Eighth Army returns to operational roots in Korea” (영어). United States Army Public Affairs. 2012년 4월 25일. 2016년 3월 3일에 원본 문서에서 보존된 문서. 2013년 8월 2일에 확인함.
2. ↑  “8th Army Band” (영어). Center of Military History. 2006년 10월 26일. 2020년 1월 17일에 확인함.

### 자료
- 《Egihth Army Blue Book》 (PDF) (영어). Egihth Army Public Affairs. 15-16쪽. 2020년 9월 24일에 원본 문서 (PDF)에서 보존된 문서. 2020년 2월 10일에 확인함.
- “Eighth United States Army (EUSA)” (영어). globalsecurity.org. 2015년 11월 16일에 확인함.
- “Headquarters and Headquarters Battalion, Eighth Army” (PDF). 《Center of Military History》 (미국 영어). 2023년 2월 6일. 2025년 5월 4일에 확인함.